# طناب مخملی
طناب مخملی (به انگلیسی: The Velvet Rope) ششمین آلبوم استودیویی از خواننده اهل ایالات متحده آمریکا جنت جکسون است. آلبوم در ۷ اکتبر ۱۹۹۷ ازطریق ویرجین رکوردز منتشر شد. جکسون قبل از انتشار آلبوم، قرارداد خود را با ویرجین به مبلغ ۸۰ میلیون دلار که بزرگترین قرارداد ضبط تاریخ در آن زمان بود دوباره امضا کرد.
این آلبوم در جدول‌های فروش موسیقی آمریکا، دانمارک، در رتبه اول و در چارت‌های فرانسه، ایرلند، نروژ، استرالیا، آلمان، هلند، سوئد، سوئیس، نیوزلند، اتریش، جزو ده آلبوم اول قرار گرفت.